# Rosenjoch
Rosenjoch – szczyt w grupie górskiej Tuxer Alpen, w Alpach Wschodnich. Leży w Austrii, w kraju związkowym Tyrol. Leży na południe od Glungezer, południowy zachód od Patscherkofel, a na północny zachód od Lizumer Reckner.